# ハロッズ
ハロッズ (Harrods) は、ロンドン中心部のナイツブリッジ地区ブロンプトン・ロードに面するイギリス最大の老舗高級百貨店。社名は欧米企業の例に違わず、創業家ハロッドの姓をそのまま付けている（アポストロフィが消えているが名前＋所有形）。

## 概要
ナイツブリッジの店舗は5-エーカー (20,000 m2)の敷地に100万平方フィート（90,000m2）以上の売り場面積を有し、330の専門店が出店している。英国第2位の規模をもつオックスフォード・ストリートの百貨店セルフリッジズの売り場面積が540,000平方フィート (50,000 m2)であることを考慮すると、ナイツブリッジの店舗がいかに巨大かが窺える。ハロッズのモットーはOmnia Omnibus Ubique - 「あらゆる商品を、あらゆる人々へ、あらゆる場所へ」。クリスマス限定の店舗や食料品売り場はその商品の豊富さで知られ、世界的に有名である。最寄りのロンドン地下鉄はナイツブリッジ駅である。創業以来、延べ5人のオーナーにより所有されてきたが、現在のオーナーはカタール政府系の投資ファンドカタール・ホールディングスで、2010年5月8日にエジプト出身の富豪モハメド・アルファイドから推定15億UKポンドで買収した。
アルゼンチンのブエノスアイレスにも直営の支店を有していたが、1922年に他の事業者に売却され、現在はハロッズ本社からは独立したハロッズ・ブエノスアイレスが経営している。このブエノスアイレスの店舗は2011年に一旦閉店したが、2013年に新装オープンが計画されている。
また、百貨店とは別にハロッズ・バンク、ハロッズ・エステーツ、ハロッズ・カジノ、ハロッズ・アビエーション・リミテッド、エア・ハロッズなどのグループ企業が存在する。

## 歴史

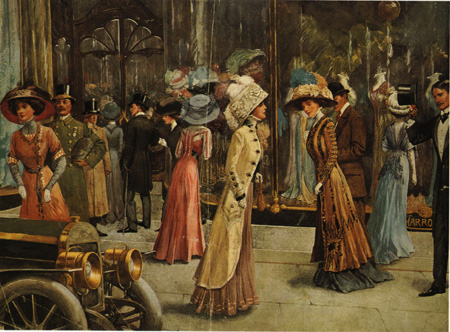
1909年当時の流行のファッションを示す絵画。ロンドンの上流階級の人々がハロッズの前を歩いている。

ハロッズの創業者チャールズ・ヘンリー・ハロッドは1824年、25歳の時に起業した。社屋をテムズ川南岸のサザークに構え、店舗はバラ・ハイ・ストリート228に所在した。彼は1831年まで洋服店、生地商としてこの企業を経営した。1825年には'Harrod and Wicking, Linen Drapers, Retail'（リンネル商ハロッドとウィッキング）の企業名で記録が残っているが、この協力関係は同年末には解消した。食品雑貨店として初めて事業を立ち上げたのは1832年のことで、‘Harrod & Co.Grocers’（ハロッド日用品商会）の名でクラーケンウェルのアッパー・ホワイトクロス・ストリート163に店を構えた。
1834年、紅茶に特別な興味を示したハロッドは、ロンドンのイースト・エンド、ステップニーのケーブル・ストリート4で食品雑貨の小売店を立ち上げた。これが今日まで続くハロッズの原点である。1849年、不衛生なインナーシティを回避して、2年後の開催が予定されたロンドン万国博覧会で見込まれる需要を狙い、ハイド・パークの近くで、今日まで続く店舗の所在地であるブロンプトン地区の小さな店を買い取って、営業を開始した。初めは2人のアシスタントと1人のメッセンジャーボーイを雇って始まったハロッズだったが、後に経営が息子のチャールズ・ディグビー・ハロッドに引き継がれ、医薬品、香水、筆記具、青果の販売を取り扱うようになり、ますます繁盛した。その後、隣接する建物を取得し、拡大を続けたハロッズは1880年には従業員数が100人に達した。
だが、順調に成長してきた店の運命は1883年12月初めの火事によって苦難の時を迎える。この苦難に際して、チャールズ・ハロッドは顧客にクリスマスの配達を実施して、同年は記録的な利益を上げた。即座に同じ場所に新しい店舗が建てられ、オスカー・ワイルド、リリー・ラントリー、エレン・テリー、チャールズ・チャップリン、ノエル・カワード、ガートルード・ローレンス、ローレンス・オリヴィエ、ヴィヴィアン・リー、ジークムント・フロイト、A・A・ミルン等の著名人、さらには英国王室の人々を得意客とするまでに発展し、より名声を高めた。

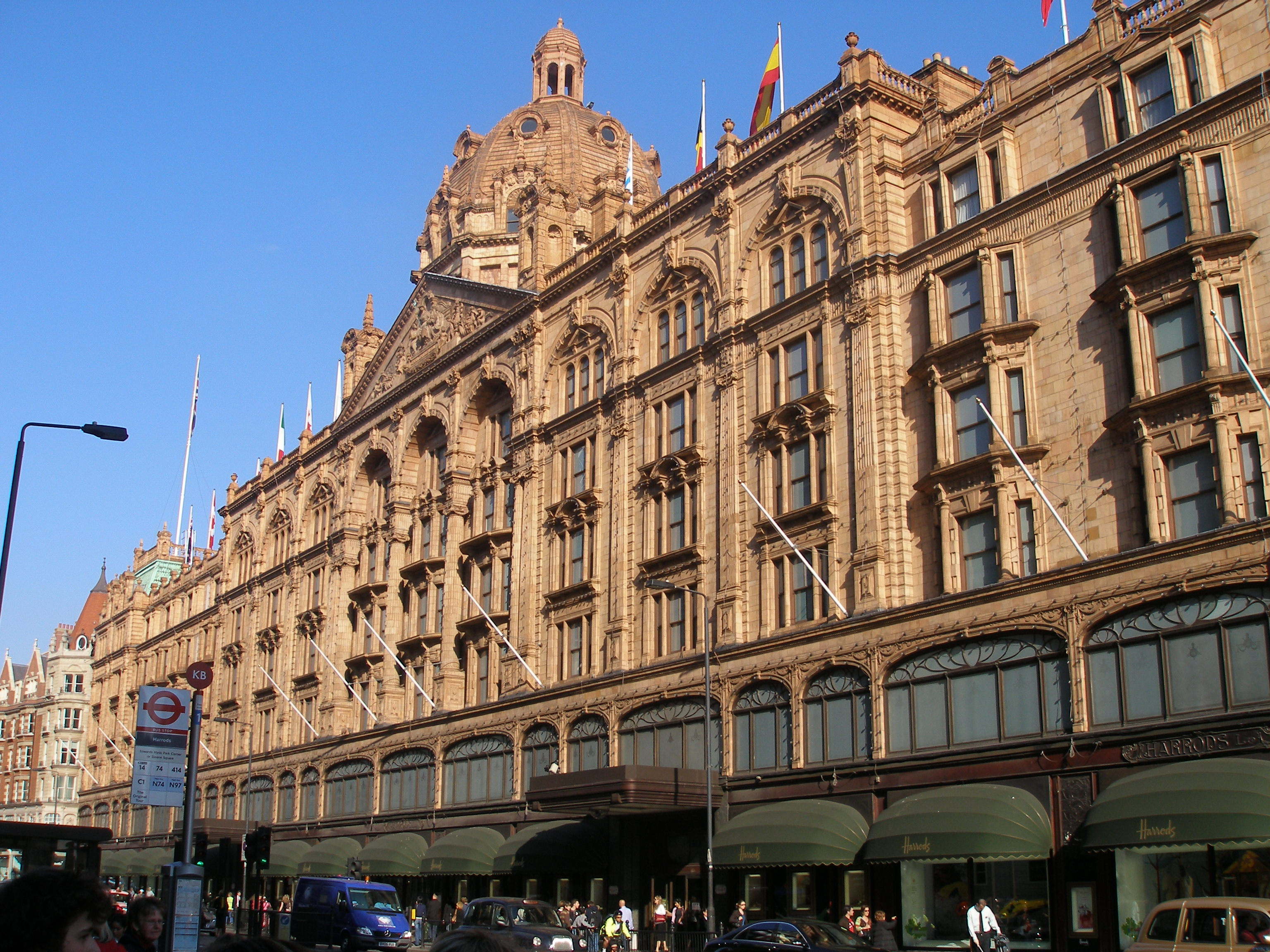
ハロッズの店舗

1898年11月16日の水曜日、ハロッズのブロンプトン・ストリート・ストアでイングランド初の"動く階段"（エスカレーター）が実用化された。この"動く階段"は現在の一般的なエスカレーターとは異なり、マホガニー材と皮革製の連続したベルトのユニットから成るベルトコンベア風の"段のない"階段部分と銀色の板ガラス製の手すり部分で稼働していた。（初めてエスカレーターを体験するという）"試練"を受けて弱った客は、（エスカレーターを）上った先で店員に気付け代わりのブランデーを提供してもらって元気を取り戻していた。1985年、百貨店はファイド兄弟によって買収された。

### 2010年の売却

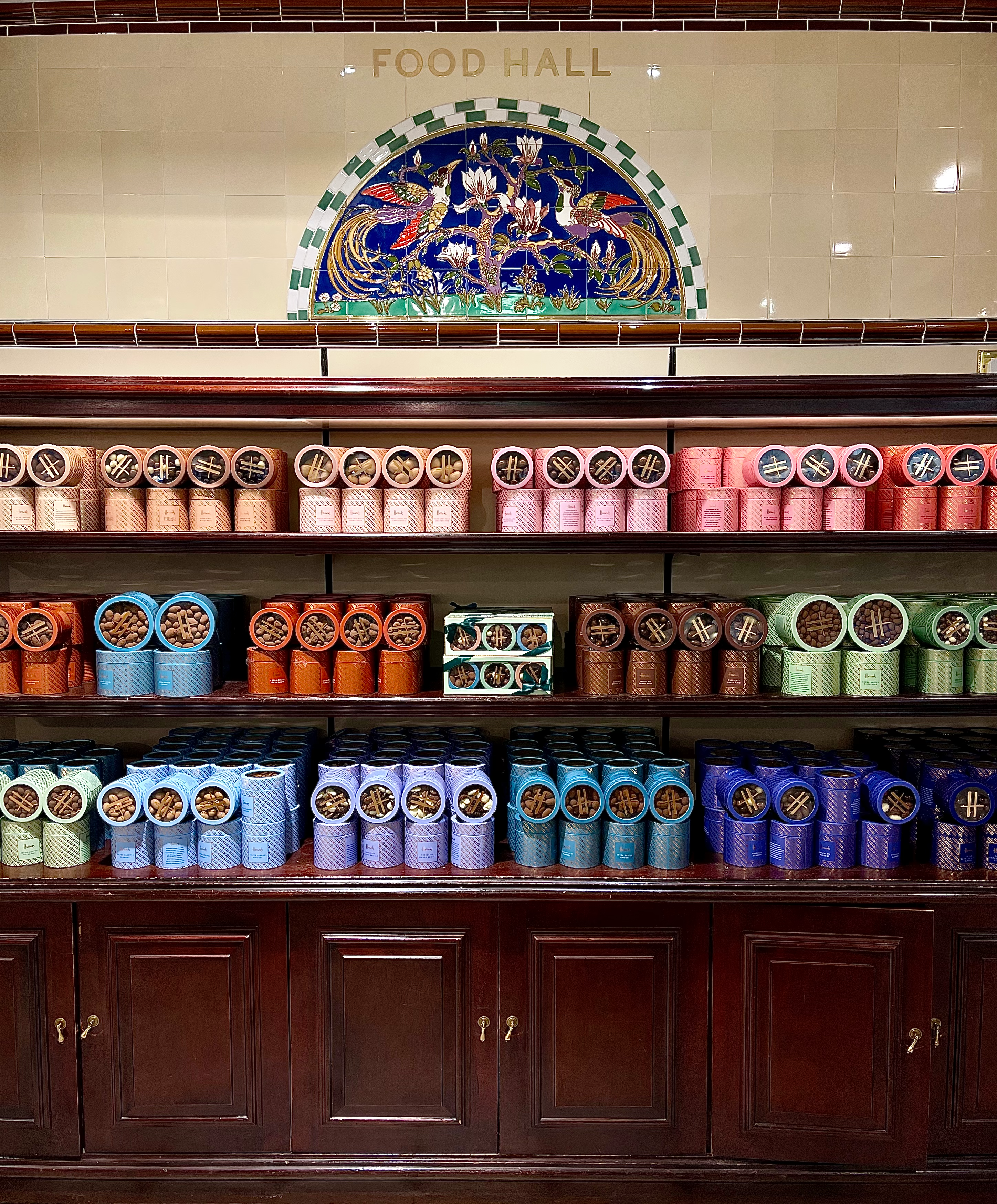

2010年5月、ハロッズは売却に対して拒否する姿勢を示したが、カタールの政府系投資ファンドであるカタール・ホールディングスに売却された。その2週間前、アルファイドは「クウェート、サウジアラビア、カタールから（ハロッズを買収しようと）人々が働きかけてきている。十分、理に適ったことだ。だが、私は彼らに2本の指を突き立ててみせる（日本でいう「裏ピース」。ファックサインに相当）。それ（＝ハロッズのこと。以下同じ）は売り物ではない。これはマークス&スペンサーやセインズベリーズなんて（ハロッズに比して低価値の）モノではない。それは人々を満足させる特別な場所だ。唯一のメッカなのだ。」と述べた。

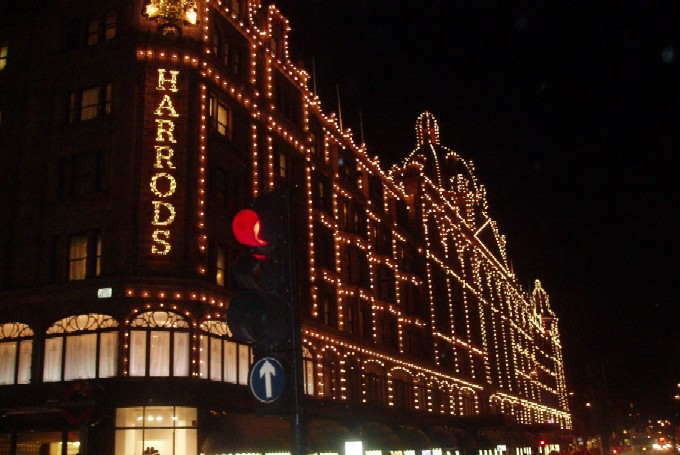
夜のハロッズ

同年5月8日未明にカタール首相のハマド・ビン・ジャーシムがロンドンを訪問し、ハロッズの獲得はカタール・ホールディングスの投資ポートフォリオに"大きな価値"を加えることになるであろう旨を述べ、売却契約を成立させて決着がついた。首相の補佐官はこの契約について、"画期的な取引" (landmark transaction) だと言及した。ファイド家のスポークスマンは「身を退く決断に至った中、ファイド家はハロッズが存続するように自らが強化してきた過去の遺産と伝統が確かであることを望む。」と語ったハロッズは15億UKポンドで売却され、売却金の半分は6億2500万UKポンドの銀行債務の返済に充てられる。
アルファイドは後日のインタビューで、ハロッズの年金基金の受託者により是認される配当について困難が生じつつあったためにハロッズを売却することを決意したのだと明かした。アルファイドは「私は毎日ここにいて、それでいて自分の利益を得ることができない。なぜなら、あの忌々しい馬鹿な奴らの許可を得なければならないからだ...これが正当だと言えるのか？論理的か？他の者でも私のようにするか？私は経営を続けながら、自分の利益を得るために忌々しい受託者の許可を取る必要があるのだ。」と述べたファイド家は少なくとも6ヶ月間は、ハロッズの名誉会長の地位に任命されることとなった。

### 年表
- 1824年: チャールズ・ヘンリー・ハロッド (1799–1885) がロンドンのサザーク地区バラ・ハイ・ストリートにて洋服店を創業。
- 1834年: チャールズ・ヘンリー・ハロッドがイースト・ロンドンのステップニーで食料雑貨店を開業。
- 1849年: ハロッズがハイド・パーク近くのブロンプトン地区へ移転。
- 1861年: ハロッズの経営者が息子のチャールズ・ディグビー・ハロッド (1841–1905) に交代する。
- 1883年12月6日: 火事で店舗が全焼、より大規模な店舗に再建する好機となる。
- 1889年: チャールズ・ディグビー・ハロッドが退任、ハロッズの株式がHarrod's Stores Limitedの名でロンドン証券取引所に上場。
- 1905年: 1894年に起工した、チャールズ・ウィリアム・スティーブンスの設計による現在の店舗建物が竣工。
- 1914年: アルゼンチンのブエノスアイレスに初の海外支店を出店。1940年代後半にはハロッズから独立するが、現在もアルゼンチン国内でのみ「ハロッズ」の商標使用を許可され、ハロッズ・ブエノスアイレスが営業を続ける。
- 1914年: リージェント・ストリートに面する百貨店ディケンズ&ジョーンズ（英語版）を買収。
- 1919年: マンチェスターを拠点とする百貨店ケンダル（英語版）を買収。
- 1959年: イギリスの百貨店グループハウス・オブ・フレーザーに買収される。
- 1969年: ライオンのクリスチャンがオーストラリアのジョン・ランドールとアンソニー "エース" ボークに購入される。成長したクリスチャンはケニアで野生に帰された。
- 1983年: ブロンプトン店の外でIRA暫定派によるテロ攻撃を受け、6人が死亡。
- 1985年: ファイド兄弟がハロッズを含むハウス・オブ・フレーザーを6億1500万UKポンドで買収[12]。
- 1990年: 当時ウォルト・ディズニー・カンパニーが所有していた、カリフォルニア州ロングビーチに係留中のクイーン・メリーの艦上にハロッズの店舗が開業。また、トロント・ピアソン国際空港のターミナル3内でハロッズ・シグネチャー・ショップの営業するためのライセンスをデューティー・フリー・インターナショナルに与えた[16]。（当該免税店は短期間の営業の後に閉店。）
- 1994年: ハウス・オブ・フレーザーとハロッズの関係が険悪になる。ハロッズはアルファイドに所有されたまま、ハウス・オブ・フレーザーが証券取引所に上場。
- 1997年: イングランドの裁判所からブエノスアイレス・ハロッズに対してハロッズの名を使用した販売の差し止め命令が下される。
- 2000年: キュナード・ラインが所有する豪華客船クイーン・エリザベス2内にハロッズの店舗が開業。
- 2006年: ハロッズ"102"がブロンプトン・ロードを挟んで本館の向かい側に開業。花屋、薬草屋、マッサージ店、酸素スパの他に、クリスピー・クリームやヨー!スーシ等の専門店が入居する[17]。
- 2006年: モハメドの末息子オマール・ファイドがハロッズの経営陣に加わる。
- 2010年5月: ファイド家が店舗の売却を発表した後、カタール・ホールディングスがハロッズの新しい所有者となる。カタール・ホールディングスはブロンプトン店の買収のために、同月8日、15億UKポンドを支払ったと報道された[12]。
- 2010年7月: 中国へ進出し上海市中心部に新規店舗の出店を示唆。ハロッズの経営責任者であるマイケル・ウォードは、「世界中に様々な候補地があるが、中でも最も可能性があるのは中国だ。」と述べた。英国のハロッズを訪れる中国人観光客の顧客の数は増加しており、その人数は米国人観光客の約3倍に上るという[18][19]。
- 2013年4月22日: 「ミキハウス」が日系アパレル企業として初の出店[20]。

## 毛皮
1980年代の後半にハロッズは毛皮商品の販売を中止した。最近になり販売を再開しており、イギリスで毛皮の販売を行っている唯一の百貨店となった。ナイツブリッジの店舗前では頻繁に反毛皮のデモが行われており、店舗の入り口付近10メートルには“市民団体メンバーは4名以上入ってはならない”との裁判所命令が出されている。入り口付近に引かれている黄色のラインはこの境界を表している。市民団体ではハロッズの毛皮販売が中止されるまで運動を続けると声明している。

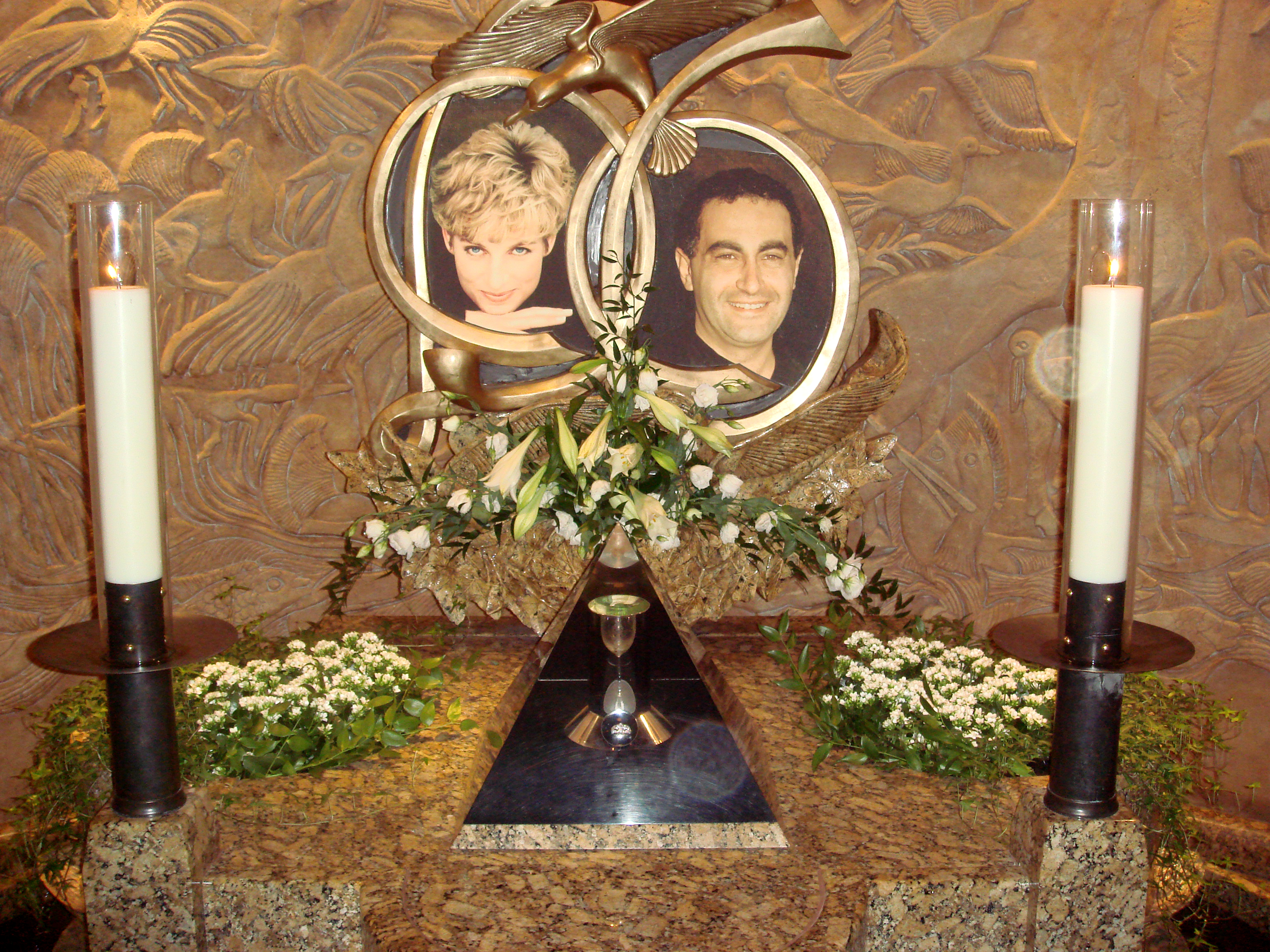
ダイアナ + ドディ・アルファイド (1998)

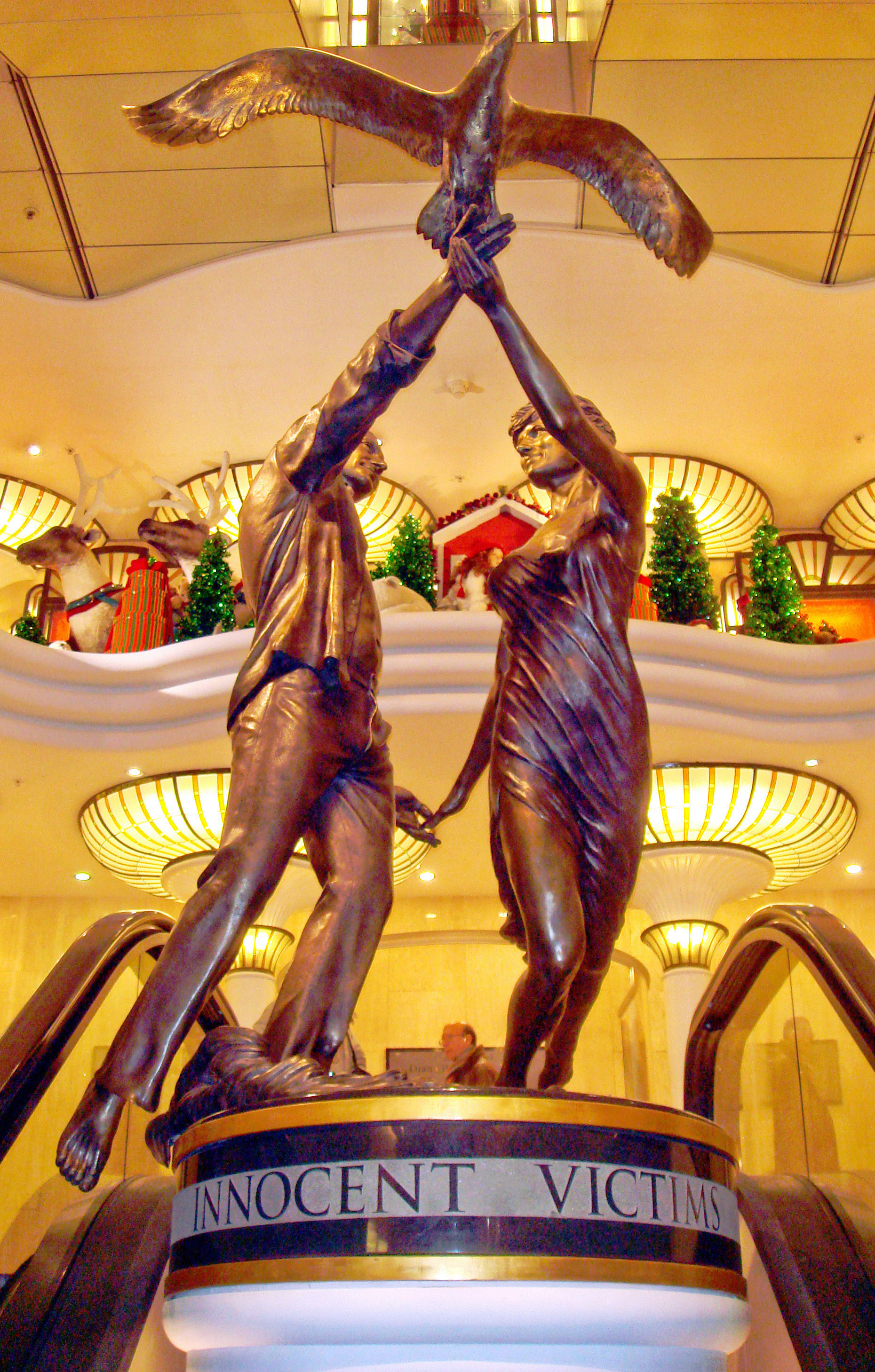
"Innocent Victims" (2005)

## モハメド・アルファイド
ハロッズのオーナーであるモハメド・アルファイドとイギリス政府との対立は英国のメディアを賑わせてきた。イギリスの市民権獲得問題に加え、息子・ドディ・アルファイドと共にパリで死亡したダイアナ妃の死に関して政府の関与を主張している。

## 王室御用達
ハロッズは次に示すようにイギリス王室のメンバーから御用達の指定を受けていた。
- エリザベス2世 生活用品と食料品について
- エディンバラ公フィリップ 旅行用品について
- チャールズ3世（当時皇太子） 旅行用品と馬具について
- エリザベス王太后 陶器とガラス製品について

2010年8月、『デイリー・テレグラフ』紙に寄せられた書簡の中で、アルファイドは一度は受けていたハロッズの王室御用達の指定を2000年に破棄していたことを明らかにした。ハロッズは1910年以来、王室御用達の指定を受けている。アルファイドはこの御用達について"curse"（呪い）と記述しており、破棄後は業績が3倍に伸びたと主張した。エディンバラ公とは1956年から取引関係が続いていたが、2000年1月をもって破棄され、同年12月には他の王室メンバーからの御用達もアルファイドによりハロッズ側から全て破棄された。アルファイドはエディンバラ公に対してハロッズの出入り禁止を宣告している。これにはアルファイドの息子ドディとダイアナ妃の事故が関係していると指摘された。2009年、アルファイドの出資により、ダイアナ妃の死を題材としたドキュメンタリー映画『Unlawful Killing』が製作された。監督はキース・アレンで、同映画の最終シーンでは上記の御用達破棄についても描写されている

## 日本での展開
日比翁助がハロッズをモデルに三越を設立した経緯から、伊勢丹と合併し三越伊勢丹ホールディングスとなった2012年現在も、同グループ傘下の株式会社三越伊勢丹フードサービス（旧・株式会社二幸）が三越各店を中心に、紅茶などの食品や「Harrods Knightsbridge」の文字が入った耐水布のバッグ等のハロッズオリジナルグッズを扱っている。また、アパレル企業のワールドが2005年より紳士服ブランドHarrodsを展開している。婦人服Harrods、Harrods　WHITELABELはナイツブリッジ・インターナショナル(企業)が展開している。なお、当該企業は、2016年AWのシリーズをもって当該ブランド終了を発表した。